# Банди Вассейпура
«Банди Вассейпура» (гінді गैंग्स ऑफ वासेपुर, англ. Gangs of Wasseypur, стилізовано як Gangs of वासेपुर) — індійський кримінальний бойовик 2012 року, знятий режисером Анурагом Кашьяпом за власним сценарієм (у співавторстві з Зейшаном Квадрі та іншими).
На 1 червня 2024 року фільм займав 249-ту позицію у списку 250 найкращих фільмів за версією IMDb.

## Сюжет
Сюжет фільму заснований на історії організованої злочинності («Мафія Радж»), що взяла під свій контроль «вугільну столицю» Індії — місто Дханбад. Події кримінальних стосунків злочинних сімей і кланів охоплюють час 1941—2009 років. За словами режисера, на створення фільму його надихнув тамільський серіал «Субраманіяпурам» 2008 року.

## Виробництво та прем'єра
Спочатку фільм «Банди Вассейпура» мав п'ятигодинний хронометраж і так був представлений на фестивалі в Каннах у травні 2012 року. Потім було вирішено розділити картину на дві частини: прем'єра першої — 160-хвилинного драматичного екшну — відбулася 22 червня 2012 року (Індія). Обидві частини фільму доступні для онлайн-перегляду на платформах на Netflix, Prime Video, Voot Select, Kanopy та MX Player. Станом на червень 2024 року фільм входить до списку 250 популярних стрічок IMDb.

## Акторський склад
- Манодж Баджпай — Сардар Хан;
- Річа Чадда — Нагма Хатун;
- Навазуддін Сіддікуі — Файзал Хан;
- Ріма Сен — Дурга;
- Панкадж Трипатхі — Султан Куреші.